# Joakim Ingversen
Joakim Linde Ingversen (født 25. juni 1987 i Herlev) er en dansk tv-vært og skuespiller. Kendt som vært fra programmer som Bingo Banko (2011), Alle mod 1 (2016-2023), Den store juniorbagedyst og Børnenes MGP, har han også medvirket som deltager i Vild med dans i 2012, hvor han vandt sammen med partneren Claudia Rex. Han har også medvirket som skuespiller i film som Lev stærkt (2014) og Far til fire's vilde ferie (2015).

## Karriere
Ingversen var i 2011 vært på TV 2s underholdningsprogram Bingo Banko sammen med Anders Stjernholm. I efteråret 2012 deltog han i den 9. sæson af Vild med Dans, hvor han dansede med den professionelle danser Claudia Rex. Parret endte med at vinde.
Ingversen har derudover også været vært på bl.a. DR1s Alle mod 1, Hvem var det nu vi var, MGP, Den store juniorbagedyst og Hu hej vilde dyr.
I 2025 var Ingversen sammen med sin hustru, Sofie Linde, vært på DR-programmet Hotel Romantik, et datingprogram for ældre.

## Privatliv
Ingversen dannede i 2013 par med den professionelle danser, Claudia Rex. Parret mødte hinanden, da de var partnere i 9. sæson af Vild med dans i 2012, hvor de bekræftede deres forhold i september 2012. De gik fra hinanden i januar 2014.
Ingversen har siden 2015 dannet par med tv-vært Sofie Linde. Parret blev gift i den 15. december 2017 på Københavns Rådhus og har sammen to døtre (født 2018 og 2021).
Ingversen er Junior Danmarksmester i Windsurfing i 2002 og 2003.

## Filmografi
- MGP Missionen (2013)
- Lev stærkt (2014)
- Far til fires vilde ferie (2015)